# Firehouse Dog
Firehouse Dog (El perro bombero en Hispanoamérica o Perro al rescate en España) es una película familiar producida por Regency Enterprises y distribuido por la 20th Century Fox, la película fue dirigida por Todd Holland. Estrenada el 4 de abril de 2007 en los Estados Unidos. Sus actores son: Josh Hutcherson, Bruce Greenwood, Dash Mihok, Steven Culp y Bill Nunn.

## Sinopsis
Al comienzo de la película se encuentra Rex un perro muy famoso en un autobús turístico, él está a punto de filmar una escena de una película de paracaidismo de caída libre disfrazado de agente secreto, pero parece estar deprimido. Después de eso él se encuentra en el avión, pero ocurre algo muy trágico, en pleno vuelo un rayo golpea al avión haciendo que Rex salga disparado del avión pero sin su paracaídas. Aterriza en un camión de tomates, haciéndolo parecer un perro callejero, luego de esto se encuentra con un perrero (persona que atrapa perros de la calle para llevarlos a una perrera).
Rex no se deja atrapar gracias a sus super movimientos de perro estrella los cuales le salvan la vida, de pronto él se encuentra con Shane Fahey (Josh Hutcherson) el cual ha escapado del colegio. Rex se le tira encima eructándole en la cara haciendo que Shane Fahey lo llame "perro asqueroso", cuando Shane es tomado por sus dos amigos bomberos Rex permanece en el sótano de un edificio de textil. Shane confronta a su padre, el capitán de la estación Connor Fahey (Bruce Greenwood) el cual está sufriendo por una crisis en la que está sumergida su estación. Su estación llamada 55, o también conocido como Dogpatch, es notoriamente lenta al responder a una situación de emergencia, el administrador municipal piensa clausurar la estación.
Cuando la sirena suena anunciando otra emergencia, la tripulación de Dogpatch, llegan último a la escena debido a que su camión de bombero se encuentra defectuoso. Dogpatch está en la competición contra la estación de bomberos Greenpoint que es la que siempre llega primero y la cual es dirigida por Jessie Presley. Cuando la estación 55 llegan a la escena de la emergencia (el cual es un edificación en llamas) con Shane, el cual ve a Rex en el techo del edificio. Rex salta del techo a un trampolín tenido por los bomberos. Dogpatch toma temporalmente al perro, que ellos llaman Dewey a causa de su etiqueta de identificación. Fahey ordena a Shane que busque a los dueños del perro. Shane hace anuncios en las cuales enseña a Rex como perro perdido, en ese momento Fahey se da cuenta de que Rex está limpiando su cuarto, y roba su cama.
Al día siguiente, mientras Shane pone los anuncios, Rex hace algunas proezas especiales con el monopatín de Shane. Asombrado, Shane lo lleva a la merienda campestre de los bomberos donde hay una competición de proeza de perros, muy semejante a la agilidad de Rex. Después de mirar a su amiga, J.J. (La hija de Jessie Presey) compite perfectamente con Sparky, la dálmata hembra de Greenpoint, Shane decide participar. La tripulación entera es sorprendida como él maniobra fácilmente el curso, golpeando el tiempo de Sparky por varios segundos. Rex está a punto de ganar hasta que él alcance el último obstáculo, donde Sparky se para con una sacudida la cual deja hipnotizado a Rex, la cual se parece mucho a su examiga. Su tiempo se acaba, y Dogpatch está todavía orgulloso de Rex y Shane, a pesar de ser incitado por Greenpoint por perder. Shane felicita con poco entusiasmo a J.J., la cual le informa que "el mejor perro perdió".
Con menos que una semana para el cierre Dogpatch, la tripulación de Dogpatch y Shane se dan cuenta de que Rex tiene un talento especial para rescatar a personas atrapadas en edificios que se incendian. Mientras tanto, Shane pregunta a uno de los bomberos de Dogpatch ¿por qué Dogpatch tiene que cerrar?. Le dicen a Shane que todas las casas y los edificios del pueblo alrededor de Dog patch, fueron vendidos o quemados. Mientras los bomberos comienzan a empacar, ellos son informados de que Dogpatch no tiene que cerrar porque Rex ha levantado la publicidad de la estación. Este suceso hace que todos se pongan felices.
Al examinar la oficina del capitán, Shane toma el misterio del aserradero (donde su tío fue asesinado) él mismo y examina la evidencia. Una de las fotos es de un reloj de muñeca de "BOUTINE", que posteriormente es revelado por ser la misma marca que había sido utilizada para comenzar el fuego en el aserradero. También, él organiza un mapa de alfiler de su padre el cual se trata de los incendios ocurridos cerca de Dogpatch en el mapa de una computadora. El padre de Shane vuelve a casa y le dice acerca de una gala a la cual está invitado él y Rex para esa noche, pero Shane no muestra ninguna expresión de alegría, y entonces su padre mira la "investigación" de Shane sobre los misterios de los incendios ocurridos cerca de Dogpatch y el mapa. Le dice, que él es fuerte, etc., pero Shane empieza a llorar cuando él habla del incendio en donde murió su tío. Se siente como una persona mala porque cuando ellos dijeron que un bombero había perdido la vida, él pensó que fue su padre. Pero resultó ser su tío, pero, él fue feliz porque no fue Connor. Los dos se dan un abrazo, entonces Rex los alegra por sus ronquidos.
Después de que rescataron heroicamente a Jessie Presley de Greenpoint, en un incendio de un túnel, con la ayuda del olfato de Dewey (Rex), él hace su primera presentación pública como la mascota de Dogpatch. Dogpatch entonces hace noticias inmensas y Rex empieza a ser llamado "El perro maravilla". El alcalde decide mantener a Dogpatch abierto, y pide que Shane que se presente con Rex en la gala de los bomberos. Shane decide mostrarle a la audiencia todo lo que Rex puede hacer. Él le pide al administrador municipal que preste a Shane su reloj de muñeca, que Connor Fahey oculta en una planta cercana. Shane pide que Rex encuentre el reloj, dependiendo del olfato de su nariz, y que se lo devuelva a él.
En lugar Dewey encuentra a su viejo propietario, Trey que lo había buscado desesperadamente todo ese tiempo. Después de que Rex fue reunido con su propietario, Shane y Connor  se encuentran decepcionados. Entonces, Shane vuelve disgustado a la gala y le da el reloj al administrador municipal, se da cuenta de que el reloj dice "BOUTINE". Después de seguir al administrador municipal en la cocina, él lo oye que está tramando algo malo con otro bombero, ese bombero es viejo de Dogpatch y ahora trabaja para la ciudad, él trama quemar su próximo objetivo. Shane se apresura a la estación para alcanzar a su padre que para sorpresa de él, se encuentra apagando un incendio en una barcaza de basura del puerto. Rex, que oye las sirenas, salta por el balcón del hotel y logra aterriza suavemente. Y después corre al lugar del incendio y ayuda a apagarlo.
Mientras tanto, Shane mira el mapa de la ciudad que le hizo a su padre donde se muestra todos los edificios de la zona fueron quemados o vendidos. A su sorpresa, Dogpatch es el único edificio que no ha sido quemado ni vendido. Después de varios intentos fallidos de alcanzar a su padre, él contacta a J.J., la hija de la Capitán Presley. Le habla del mapa y ellos se dan cuenta de que el incendio de la barcaza de basura en el puerto fue un señuelo para ocupar a todos los bomberos y que el objetivo verdadero es Dogpatch, el sitio de bomberos 55.
Shane oye que algo se mueve arriba y se da cuenta de que el bombero viejo, es el incendiario de la estación, Zachary Hayden(Steven Culp). Cuelga la llamada de J. J. Shane sube las escaleras y se esconde bajo la cama. Cuando el bombero está a punto de salir, Shane lo confronta con un extintor rociándoselo encima. Ellos luchan, pero son interrumpidos cuando una explosión intensa ocurre, y son enviandos al suelo. En el puerto, Rex presiente que algo está pasando en la estación. Arranca a correr hacia Dogpatch y ve al bombero, Zach sale. Le gruñe y lo amenaza. Zach se encierra en una cabina telefónica para alejarse de Rex. mientras que el perro ve a Shane inconsciente y lo despierta. Zach es el primero en ser rescatado.
Shane y Rex, tratan frenéticamente de escapar, pero la única salida es por la cocina. Llega al lugar, pero la puerta está trabada. Por último, con la ayuda de su padre, logra abrirse camino. Su padre acomoda a Shane fuera del edificio. Cuando su padre le pone una mascarilla de oxígeno, él dos veces le dice que Zach Hayden es el culpable de todos los incendios, inclusive el que mató a su tío. Hayden es entregado rápidamente a la policía.
La estafa para poner un enorme estadio de Corbin Sellars, el administrador municipal es revelada a las noticias; y los miembros de la tripulación de Dogpatch reciben una medalla del honor. Ellos también restauran la estación y reciben un soñado motor para su coche de bomberos de 900 hp. Trey recupera a Rex y se da cuenta de que él es destinado a ser un perro bombero, y no un actor. Dice que después de que Rex ha sido un héroe verdadero,  no puede fingir ser un héroe en las películas. Da apoyo a Shane, y entonces él y la tripulación entera de Dogpatch son felices. La película termina con la tripulación en camino a un incendio junto a Rex. Shane cierra la historia.

## Reparto
- Josh Hutcherson es Shane Fahey.
- Bruce Greenwood es Capitán Connor Fahey.
- Claudette Mink es Capitán Jessie Presley.
- Hannah Lochner es "J.J." Presley
- Bill Nunn es Joe Musto.
- Scotch Ellis Long es Lionel Bradford.
- Mayte García es Pep Clemente
- Teddy Sears es Terrence Kahn.
- Steven Culp es Zachary Hayden.
- Dash Mihok es Trey Falcon.
- Bree Turner es Liz Knowles.

## Distribución
Esta película fue filmada en 2006 pero fue estrenada en 2007. El DVD fue lanzado el 31 de julio de 2007.

## Estreno
- Estados Unidos: 4 de abril de 2007
- Canadá: 4 de abril de 2007
- Filipinas: 25 de abril de 2007 (Manila)
- España: 8 de junio de 2007
- Filipinas: 20 de junio de 2007 (Davao)
- Francia: 27 de junio de 2007
- Grecia: 5 de julio de 2007
- Reino Unido: 20 de julio de 2007
- Suecia: 3 de agosto de 2007
- Italia: 10 de agosto de 2007
- Bélgica: 22 de agosto de 2007
- Malasia: 30 de agosto de 2007
- México: 31 de agosto de 2007
- Japón: 1 de septiembre de 2007
- Colombia: 12 de octubre de 2007
- Rusia: 23 de octubre de 2007(DVD premier)
- Islandia: 7 de noviembre de 2007 (DVD premier)
- Panamá: 9 de noviembre de 2007
- Polonia: 7 de diciembre de 2007
- Hungría: 12 de diciembre de 2007 (DVD premier)
- Alemania: 14 de diciembre de 2008 (DVD premier)
- Argentina: 16 de enero de 2008 (DVD premier)
- Venezuela: 22 de febrero de 2008
- Australia: 28 de diciembre de 2008 (TV premier)